# پوشش روزانه
پوشش روزانه در محل دفن زباله عملیاتی، لایه‌ای از خاک یا خاک فشرده است که در بالای رسوب یک‌روزه زباله قرار می‌گیرد. مزایای استفاده از پوشش روزانه عبارتند از:
- کاهش بو و انتشار هوا
- کنترل ناقلین بیماری (پرندگان، حشرات و جوندگان)
- بهبود پایداری سطح برای وسایل نقلیه دفن زباله
- کنترل زباله
- کاهش تولید شیرابه (پوشش باعث کاهش نفوذ آب باران و رواناب به توده زباله می‌شود)
- پیشگیری از آتش‌سوزی (پوشش تماس مواد قابل احتراق با هوا و منابع آتش‌زا را کاهش می‌دهد و می‌تواند به عنوان یک آتش‌شکن موقت عمل کند)